# 太陽の玻璃
『太陽の玻璃』（てぃだのガラス）は、栗原まもるによる日本の漫画作品。

## 概要
作者は、沖縄県を舞台とした池上永一の小説作品を2作漫画化している（『バガージマヌパナス』・『風車祭』）が、この作品はその2作の間に出されたオリジナルである。
『デザート』（講談社）にて、2000年12月号から2001年5月号まで連載された。単行本は全1巻が刊行されている。

## あらすじ
『16歳になったら、あたしをニンシンさせて』
大好きな9歳年上の幼なじみ・陸との約束。まだ小さかった頃の約束だが、砂那枝はずっとこれだけを目標に生きてきた。
そして、16歳の誕生日。意気揚々と陸の元へ行くと、陸は海で溺れていた咲子という女性を助け、恋に落ちていた。
咲子が帰ったらロストヴァージン!! と意気込む砂那枝。しかし、いつまで経っても咲子は帰らない。そんな状況に苛立つ砂那枝だが、咲子の過去のことを聞き、すっかり仲良くなってしまう……。

## 登場人物
金城 砂那枝（きんじょう さなえ）
高校1年生。いかにも沖縄顔な16歳。隣人の陸のことがずっと大好きだった。
新垣 陸（あらがき りく）
砂那枝の9歳年上の幼なじみ。大学進学で島を離れる際、砂那枝に『あたしをニンシンさせて』と言われ、『16歳になったら』と言ってしまう。
藤森 咲子（ふじもり さきこ）
溺れているところを陸に助けられる。美人だが謎が多い。
濱田（はまだ）
砂那枝のクラスメイト。砂那枝のことが好き。ラブホテルの受付のバイトをしている。

## 書誌情報
- 栗原まもる『太陽の玻璃』講談社〈講談社コミックス デザート〉、2001年6月11日発売[1]、ISBN 978-4-06-341129-4、全1巻